# Ексамили
Ексамили (грч. Εξαμίλι) је насељено место у општини Лагадина у периферији Средишња Македонија, Грчка. Према попису из 2021. године било је 194 становника.
Ексамили је досељеничко насеље изграђено 1922. године за грчке избегличке породице. На попису из 1928. године село је имало 158 становника.